# Niaceae
Niaceae Jülich – rodzina grzybów znajdująca się w rzędzie pieczarkowców (Agaricales).

## Systematyka
Pozycja w klasyfikacji według Index Fungorum: Niaceae, Agaricales, Agaricomycetidae, Agaricomycetes, Agaricomycotina, Basidiomycota, Fungi.
Według Index Fungorum bazującego na Dictionary of the Fungi do rodziny Niaceae należą rodzaje:
- Digitatispora Doguet 1962
- Flagelloscypha Donk 1951 – włosóweczka
- Halocyphina Kohlm. & E. Kohlm. 1965
- Lachnella Fr. 1836 – wełniczka
- Merismodes Earle 1909 – osiękla
- Nia R.T. Moore & Meyers 1961
- Peyronelina P.J. Fisher, J. Webster & D.F. Kane 1976
- Woldmaria W.B. Cooke 1961[2] – drobnomiska

Polskie nazwy na podstawie pracy Władysława Wojewody z 2003 r.